# Beaver (Arkansas)
Beaver é uma cidade  localizada no estado americano de Arkansas, no Condado de Carroll.

## Demografia
Segundo o censo americano de 2000, a sua população era de 95 habitantes. 
Em 2006, foi estimada uma população de 117, um aumento de 22 (23.2%).

## Geografia
De acordo com o United States Census Bureau, a localidade tem uma área de 1,3 km², dos quais 0,9 km² cobertos por terra e 0,4 km² cobertos por água. Beaver localiza-se a aproximadamente 339 m acima do nível do mar.

## Localidades na vizinhança
O diagrama seguinte representa as localidades num raio de 16 km ao redor de Beaver. 